# Kidneythieves
Kidneythieves es un dúo de rock industrial estadounidense de Los Ángeles, California. Fue fundado en 1997 por el vocalista Free Dominguez y el guitarrista/ingeniero Bruce Somers, y a lo largo de su existencia han trabajado con una puerta giratoria de músicos de sesión y miembros de bandas en vivo. Después de lanzar dos álbumes, Trickster (1998) y Zerøspace (2002), Kidneythieves hizo una pausa a finales de 2004, pero se reagrupó nuevamente a finales de 2007.

## Historia
En 1998, Kidneythieves lanzó su primer sencillo, "S+M (A Love Song)", así como su primer álbum, Trickster. Siguieron sus lanzamientos iniciales con el EP de remezclas Phi in the Sky en 2001 y su segundo álbum Zerøspace en 2002 La canción principal del álbum fue lanzada como sencillo. Su canción "Before I'm Dead" apareció en la película de 2002 Queen of the Damned. En 2004, relanzaron Trickster como Trickstereprocess, con pistas remasterizadas digitalmente, cinco pistas extra y un DVD extra. Después del lanzamiento de Trickstereprocess, Free Dominguez pasó a crear un proyecto independiente mientras Bruce Somers creaba la banda ShockNina.[cita requerida] .En enero de 2007, Domínguez envió un boletín por correo electrónico indicando que ella y Somers estaban colaborando una vez más en material nuevo de Kidneythieves.[cita requerida] A mediados de 2010 se lanzó su tan esperado tercer álbum, Trypt0fanatic. En 2011, Kidneythieves lanzó un EP de cinco pistas, The Invisible Plan. (Tanto Trypt0fanatic como The Invisible Plan solo están disponibles en CD a través de la tienda del sitio web oficial de la banda, y también incluyen una pista extra por pedido anticipado para cada lanzamiento).En diciembre de 2015, la banda lanzó un Kickstarter para financiar su nuevo álbum, The Mend, que fue lanzado en septiembre de 2016.

## Integrantes de la banda
Integrantes actuales
- Free Dominguez - voz, composición(1998-2004, 2007-presente)
- Bruce Somers: guitarras, programación, producción, instrumentos, composición(1998-2004, 2007-presente)

Integrantes de gira
- Christian Dorris - bajo(1998-2004) ; batería(2007-2008)
- Moni Scaria - guitarras(2001–2004, 2007–2009)
- Jon Siren - batería(2008)
- Chris Schleyer - guitarras(1998-2001)
- Mirv Douglas - bajo(2011-2014)
- Sean Sellers - batería, percusión(1998-2004)

## Discografía

### Álbumes de estudio
- Tramposo (1998)
- Espacio cero (2002)
- Trypt0fanático (2010)
- La reparación (2016)

Álbumes remasterizados
- Proceso embaucador (2004)

### EP y ediciones especiales
- Phi en el cielo (2001)
- El plan invisible (2011)
- Lame y limpia E4M (2011)

### Álbumes en vivo
- Los ladrones de riñones viven en Chicago 2002 (2002)

Listado de pistas
1. Toma un tren (Introducción)
2. Bala negra
3. Taxi Mesías
4. Antes de que esté muerto
5. Loco
6. chica brillosa
7. Espacio cero
8. Discrasia
9. Antes de que esté muerto acústico
10. Rojo violáceo

### Sencillos
- S + M (Una canción de amor) (1998)
- Espacio cero (2002)
- Gente libre (2010)

## Apariciones en los medios

### Contribuciones a la banda sonora
- La novia de Chucky (1998)

- " Crazy " (cover de una canción de Willie Nelson popularizada por Patsy Cline)

- Reina de los Malditos (2002)

- "Antes de que muera"

- Dissidia 012 Final Fantasy (2011)

- "Dios en Fuego"

- Metal Gear Rising: Venganza (2013)

- "Un extraño sigo siendo"

### Series de televisión
- Primera ola (serie de televisión) (1998)

- "S&M (una canción de amor)" en el episodio 10, marcador 262

- Lago del lobo (2001)

- "Black Bullet" en el episodio 1, Meat the Parents

- CSI: Miami (2003)

- "Arsenal" en el episodio 209 (temporada 2, episodio 09), cebo

- Almacén 13 (2010)

- "Taxicab Messiah" en la temporada 2, episodio 2, de modales apacibles

### Juegos de vídeo
Las canciones seleccionadas del álbum Trickster aparecieron en Deus Ex: Invisible War. Son interpretados en el juego por la estrella pop ficticia " NG Resonance ", con la voz del vocalista principal, Free Dominguez.
La banda colaboró con Takeharu Ishimoto en la canción God in Fire, de la banda sonora de Dissidia 012 Final Fantasy. En 2013, Free Dominguez cantó en la banda sonora de Metal Gear Rising: Revengeance en el tema A Stranger I Remain (Maniac Agenda Mix).

### Apariciones invitadas y colaboraciones
Free Dominguez ha contribuido con la voz en el tercer álbum de Conjure One, Exilarch en la canción "Run For Cover", así como en el EP Beat Ventriloquists, Goodnight Memory en la canción "Unfolding", y colaborará nuevamente con ellos en su próximo álbum debut.. En 2004, la voz de Free también apareció en varias canciones, incluidas "Geisha Superfly", "War of Love", "Invisible", "Kickstand" y "Rhinestone Halo", que escribió para "The Insider project", un proyecto conjunto. Proyecto de riesgo con Matt "Dr." Fink de La Revolución y DJ Insider. Los coros de Free se pueden escuchar en el álbum de Zeromancer, Clone Your Lover, en las canciones "Flirt (with Me)" y "Houses Of Cards". Cantó este último en vivo en el escenario con Zeromancer en Alemania. Free también encabezó Conjure One en Alemania casi al mismo tiempo, y poco después volvió a actuar con ellos en Londres. (mayo de 2010).
Free Dominguez apareció en el álbum de KMFDM de 2011, WTF?!, en la canción "Take It Like A Man". Aparte de las colaboraciones, Free ha lanzado material en solitario, siendo el primero su álbum debut, "freedoming", que actualmente está agotado. También se hizo un vídeo musical, "Questions & Lies" que sonaba diferente de la versión del álbum, siendo más optimista, titulado "Questions & Lies (With Drums)" y que luego se lanzó como parte del exclusivo de iTunes "Freedoming - EP". Para su segundo trabajo en solitario, grabó muchas canciones, que se publicarían en el álbum "Core: A Zone", que se pospuso debido a que los ladrones de riñones se volvieron a reunir y desde entonces no se ha publicado, sin embargo, en 2006 Free lanzó una muestra. del álbum en forma de "Core: A Zone - EP" de 5 pistas. 
Free también grabó una versión de "Heart Of Gold" durante este tiempo. A finales de 2011 y principios de 2012, Free realizó conciertos en solitario, además de abrir para Jimmy Gnecco. Free envió boletines informativos indicando que su tercer álbum en solitario, "Volcano + The Sea", se lanzaría en la primavera de 2012, deleitando a muchos fans en todo el mundo. También había estado planeando reempaquetar una selección de canciones de sus dos primeros discos en solitario durante algún tiempo y finalmente anunció un lanzamiento a principios de 2012.
Bruce Somers ha estado trabajando con la banda Good Charlotte en su producción en vivo para su actual gira mundial. Bruce dominó los últimos lanzamientos de la banda Filter de Richard Patrick, así como los últimos CD del ex Marilyn Manson y actual guitarrista de Rob Zombie, John 5. Bruce compuso la música de "Coming Up Roses", una nueva película protagonizada por Bernadette Peters. La película fue dirigida por Lisa Albright. Busque un estreno en cines en 2011. Bruce compuso recientemente la música para el 27º Simposio Nacional Espacial de Northrop Grumman.